# Blanka Vysloužilová
Blanka Vysloužilová (2. března 1959 Konice – 31. května 2022) byla česká manažerka a úřednice. Do roku 2021 působila jako tajemnice Magistrátu města Prostějova.

## Život
Blanka Vysloužilová vystudovala Provozně ekonomickou fakultu Vysoké školy zemědělské v Brně. Po absolvování pracovala jako účetní.
Od roku 1991 působila jako ředitelka Finančního úřadu v Prostějově.
V červenci 2007 byla jmenována náměstkyní ministra vnitra pro ekonomiku a provoz. Na post rezignovala v červnu 2008, podle deníku Právo její rezignace souvisela s vnitřními spory s ministrem Ivanem Langerem, které se týkaly prodeje státního majetku. Později byla náměstkyní vedoucího Úřadu vlády a ředitelkou sekce ekonomické a správní.
V únoru 2014 se stala ředitelkou Olivovy dětské léčebny. Později působila jako ředitelka Lázní Slatinice.
Od ledna 2018 do dubna 2021 působila jako tajemnice Magistrátu města Prostějova. Na základě článku o sexuálním obtěžování podřízených ze strany vedoucího stavebního úřadu Jana Košťála jeho chování prošetřila a následně potrestala vytýkacím dopisem a odebráním příplatku za vedení. Kromě toho magistrát přijal pracovní řád, který sexuální obtěžování nově definuje.
Zemřela po těžké nemoci 31. května 2022.